# Gagrellula circulata
Gagrellula circulata is een hooiwagen uit de familie Sclerosomatidae.